# NGC 2446
NGC 2446 (również PGC 21860 lub UGC 4027) – galaktyka spiralna (Sb), znajdująca się w gwiazdozbiorze Rysia. Odkrył ją John Herschel 10 lutego 1831 roku.
W galaktyce tej zaobserwowano supernową SN 2014ak.